# Station Lansdowne Road
Station Lansdowne Road is een treinstation in Ballsbridge, een buitenwijk aan de zuidkant van Dublin. Het station ligt direct naast het Avivastadion. Voordat dit stadion in 2010 werd geopend stond op dezelfde plek het oude Rugbystadion van Lansdowne Road, waar ook de wedstrijden van de Iers nationale voetbalteam werden gespeeld.
Het station heeft een kwartierdienst richting de stad en richting Dún Laoghaire.